# Casque modèle 18
Pour les articles homonymes, voir Casque (homonymie).
Pour un article plus général, voir Casque.

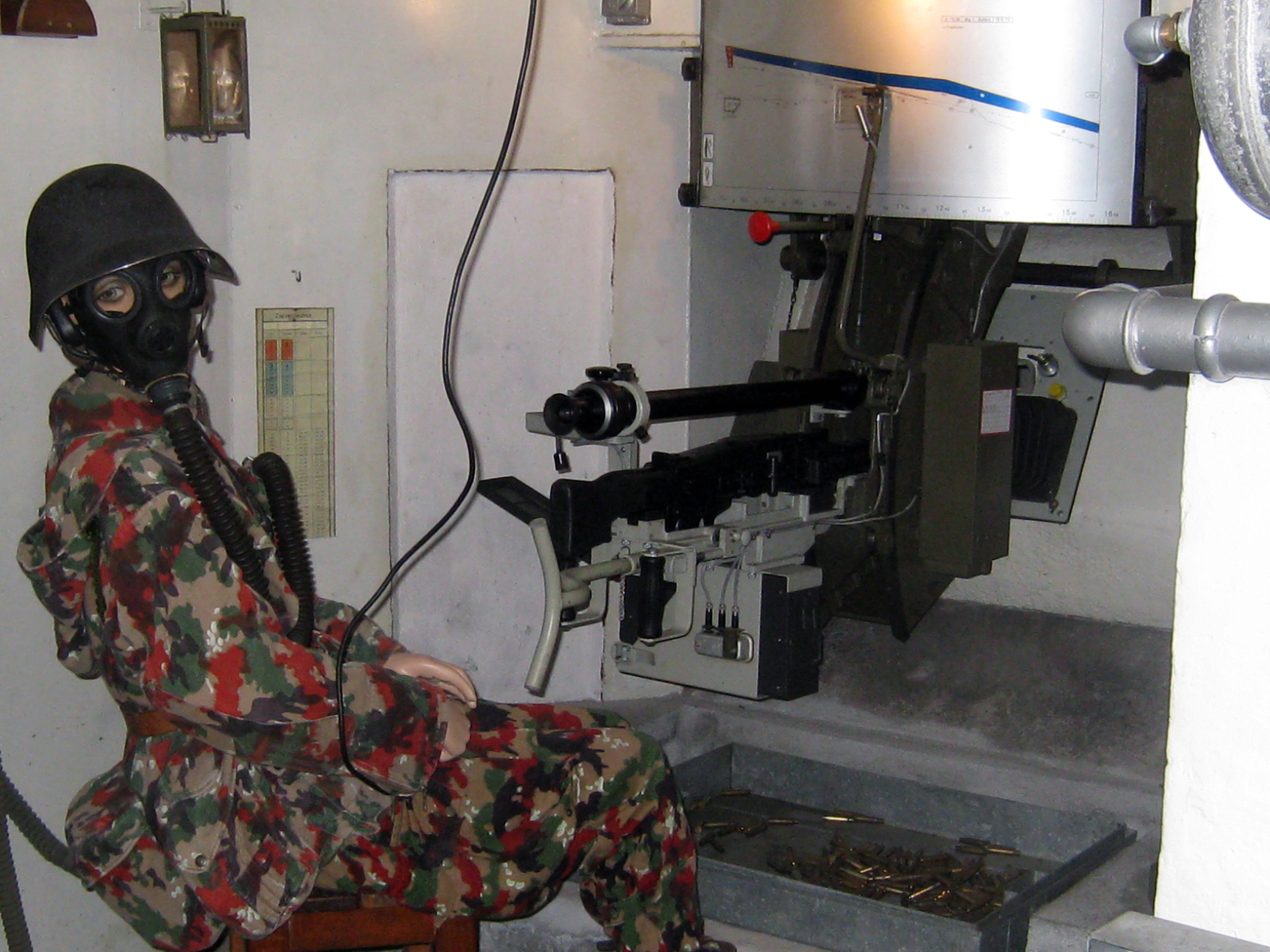
Tenue camouflage de l'après-guerre avec casque 18 et masque à gaz

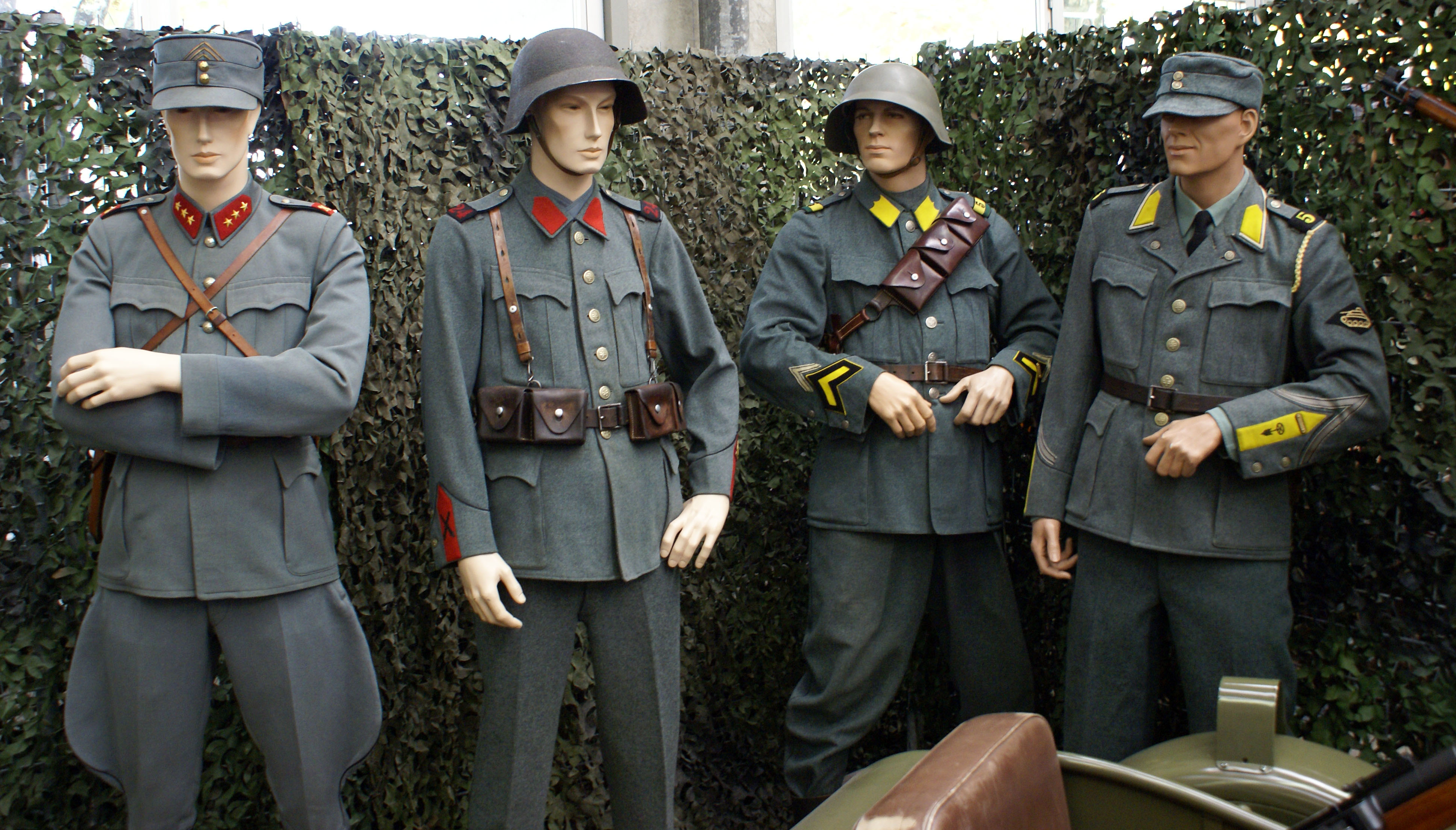
Deux casques 18 au centre

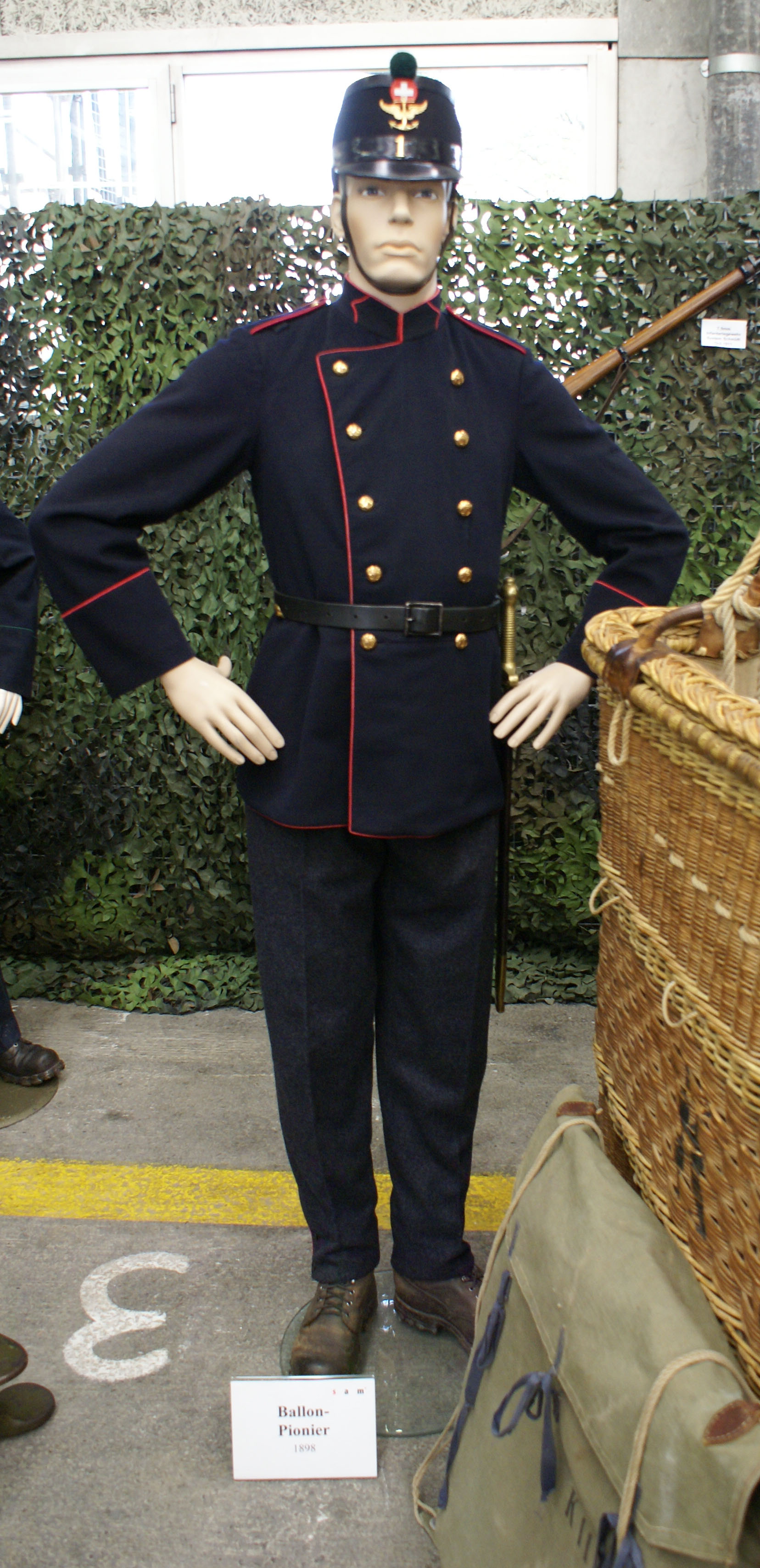
Képi modèle 1889,remplacé par le casque 18

Modèle de casque de Charles L'Eplattenier pour le casque 18, non retenu

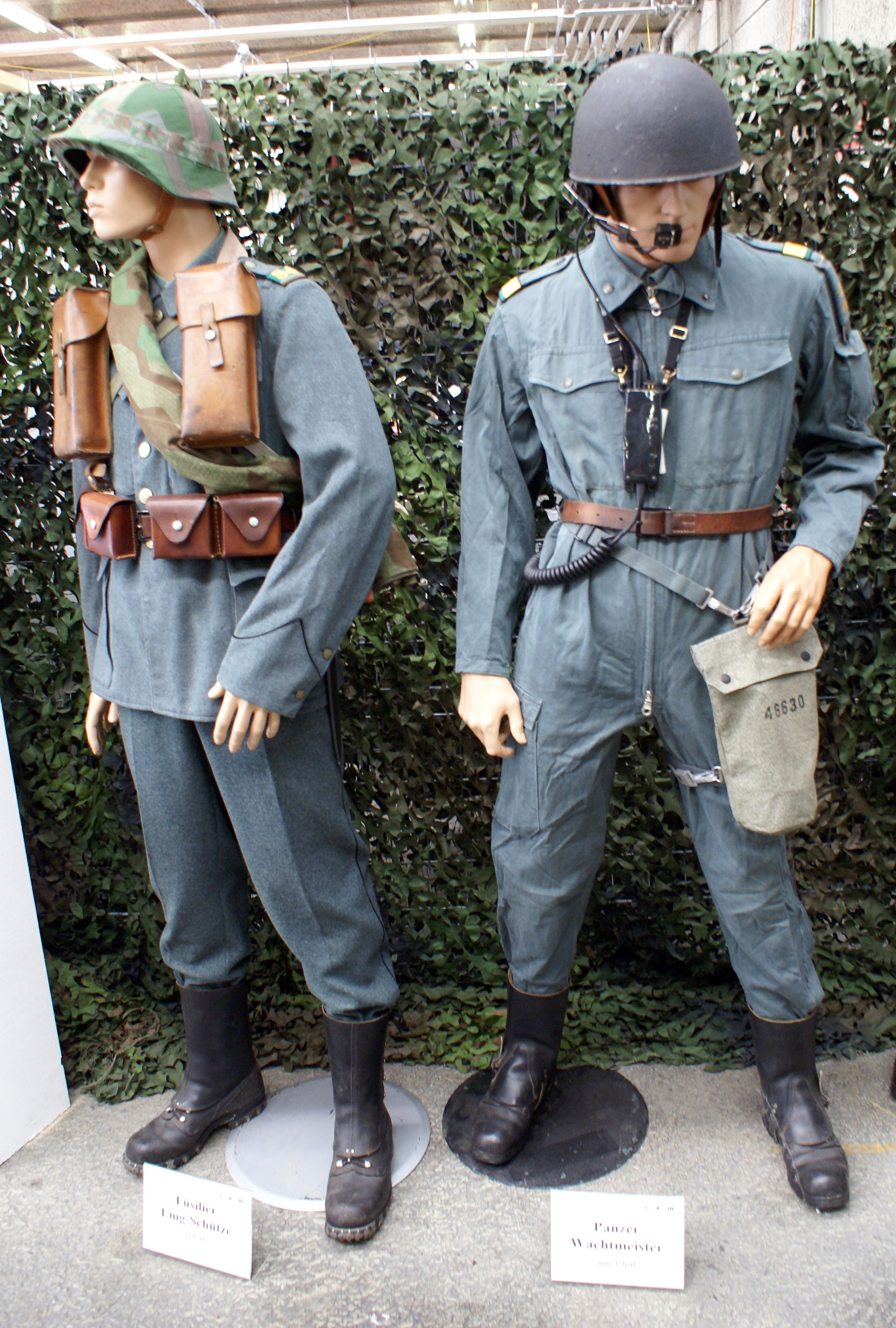
Le casque 18 à gauche (avec coiffe de camouflage) et son remplaçant, le casque 48/62 à droite

Le casque modèle 18 est un casque de combat de l'armée suisse entré en service en 1924. Il remplace le tshako modèle 1889

## Histoire
Charles L'Eplattenier fut le premier à proposer un nouveau modèle de casque mais son projet ne fut pas retenu.
À la place un modèle conçu par le colonel Imboden inspiré du modèle d'essai américain numéro 5, il est adopté février 1918. Il sera fabriqué à 600 000 exemplaires jusqu'en 1975. Il est modifié en 1940 et porte ensuite l'appellation militaire casque 18/40. Il est lui-même remplacé par le casque 71.
Les anciens stocks équiperont les pompiers et la protection civile.